# Параскив, Александр
Александр Параскив (рум. Alexandru Paraschiv; род. 26 августа 1999, Кишинёв, Молдавия) — молдавский боксёр-любитель, выступающий в первой полусредней, и в полусредней весовых категориях. Член национальной сборной Молдавии по боксу в 2020-х годах, бронзовый призёр чемпионата Европы (2022), бронзовый призёр чемпионата Европы среди молодёжи до 22 лет (2019), участник чемпионата мира 2019 года, чемпион Молдавии, многократный победитель и призёр международных и национальных турниров в любителях.

## Биография
Родился 26 августа в 1999 года в Кишинёве, в Молдавии.

## Любительская карьера
В марте 2019 года во Владикавказе стал бронзовым призёром чемпионата Европы среди молодёжи (19—22 лет) в категории до 64 кг, где он в полуфинале по очкам (1:4) проиграл опытному россиянину Алану Абаеву, — который в итоге стал чемпионом Европы среди молодёжи до 22 лет 2019 года.
В сентября 2019 года участвовал на чемпионате мира в Екатеринбурге (Россия), в категории до 63 кг, где он в 1/32 финала соревнований путём дисквалификации во 2-м раунде победил опытного иорданца Обада аль-Касбеха, но в 1/16 финала соревнований по очкам (0:5) единогласным решением судей проиграл перспективному российскому боксёру Илье Попову.
В марте 2020 года в Лондоне (Англия) участвовал на Европейском Олимпийском квалификационном турнире, где он в 1/16 финала соревнований по очкам (5:0) победил словака Михала Такача.
Но затем в 2020 году началась коронавирусная пандемия COVID-19, жёсткий коронавирусный карантин в Великобритании и по всей Европе, и отсутствие соревновательной практики.
И уже в июне 2021 года в Париже (Франция), в 1/8 финала Олимпийского квалификационного турнира по очкам (1:4) он проиграл опытному французу Софьяну Умиа, и не смог пройти квалификацию для выступления на Олимпийских играх 2020 года.
В феврале 2021 года завоевал серебро в весе до 63 кг на представительном международном турнире «Странджа» проходившем в Софии (Болгария), где он в финале снова проиграл россиянину Илье Попову.
В мае 2022 года вновь стал бронзовым призёром на взрослом чемпионата Европы в Ереване, в весе до 67 кг. Где он в четвертьфинале по очкам (4:1) решением большинства судей победил опытного поляка Дамиана Дуркача, но в полуфинале по очкам (0:5) единогласным решением судей проиграл россиянину выступающему за Сербию Вахиду Аббасову, — который в итоге стал чемпионом Европы 2022 года.